# Marco Rente
Marco Rente (Siegen, 25 februari 1997) is een Duitse voetballer die doorgaans speelt als centrale verdediger. In juni 2023 maakte hij de overstap van Heracles Almelo naar FC Groningen.

## Carrière

### Jeugd
Marco Rente begon met voetballen bij JSG Kirchen en ging daarna naar SG 06 Betzdorf. In het seizoen 2011/12 maakte hij de overstap naar Sportfreunde Siegen. Hij doorliep daar alle jeugdteams en kwam in de Onder-19 van de club terecht. In het seizoen 2014/15 werd hij in de eerste seizoenshelft regelmatig aan de eerste selectie toegevoegd. Rente maakte na de winterstop op 28 februari 2016 als linkervleugelverdediger zijn debuut in de Oberliga Westfalen in de met 2-1 gewonnen thuiswedstrijd tegen TSG Sprockhövel. De rest van het seizoen kwam hij regelmatig als invaller binnen de lijnen en had daarmee zijn bijdrage geleverd aan het kampioenschap van de club. Siegen promoveerde naar de Regionalliga West. Aan het einde van het seizoen ondertekende Rente zijn eerste profcontract.

### Sportfreunde Siegen
In de openingswedstrijd van het seizoen op 30 juli 2016 maakte Rente als rechtervleugelverdediger zijn debuut als profvoetballer. In de met 0-1 verloren thuiswedstrijd tegen Alemannia Aachen. Op 1 oktober 2016 maakte hij zijn eerste doelpunt in de uitwedstrijd tegen Wuppertaler SV in het betaald voetbal. Hij maakte het enige doelpunt in de met 4-1 verloren wedstrijd. Sportfreunde Siegen belandde het seizoen 2016/17 op de laatste plaats en degradeerde weer terug naar de Oberliga.

### TuS Erndtebrück
Rente besloot de club te verlaten en tekende voor het seizoen 2017/18 een contract bij TuS Erndtebrück. Hij bleef daardoor in de Regionalliga West spelen omdat zijn nieuwe club als gevolg van hun kampioen gepromoveerd was. Hij debuteerde op 29 juli 2017 in de thuiswedstrijd tegen Wattenscheid 09. Hij kwam in de rust in de ploeg voor zijn aanvoerder Alexandros Tanidis. Zijn eerste doelpunt maakte hij op 2 september 2017 in de uitwedstrijd tegen Victoria Köln. Rente speelde nagenoeg alle wedstrijd en eindigde op de 16e plaats waardoor TuS Erndtebrück na een jaar weer degradeerde de Oberliga. De club wist wel de finale te halen van de Landespokal Westfalen. Er werd met 4-2 verloren van SC Paderborn 07.

### Borussia Dortmund II
Rente koos ervoor om zijn carrière bij Borussia Dortmund voort te zetten en tekende daar een tweejarig contract. Wegens een enkelblessure was hij de eerste wedstrijden van het seizoen 2018/19 niet inzetbaar en kwam in het tweede elftal terecht dat eveneens in de Regionalliga West speelde. Op 8 september 2018 liet trainer Jan Siewert hem in het tweede elftal als centrale verdediger debuteren in de met 3-4 gewonnen uitwedstrijd tegen SV Rödinghausen. Zijn eerste doelpunt in dienst van "die Schwarzgelben" maakte hij op 29 september 2018 in de met 1-3 gewonnen uitwedstrijd tegen TV Herkenrath. In zijn tweede jaar kwam lukte het hem niet om het eerste elftal te halen. Hij kwam als centrale verdediger weer in het tweede elftal terecht. Aan het einde van het seizoen 2019/20 haalde Lucien Favre hem als reserve bij het eerste elftal. Hij werd door de Zwitserse coach niet ingebracht. Hij zou vier duels op de bank zitten.

### Heracles
In 2020 haalde de Duitse trainer Frank Wormuth Rente naar Heracles. Hij tekende een contract voor drie jaar en werd ploeggenoot van zijn landgenoten Janis Blaswich, Elias Oubella en Orestis Kiomourtzoglou. In het seizoen 2020/21 debuteerde Rente op 27 september 2020 als centrale verdediger in de Eredivisie in de thuiswedstrijd tegen PSV. Hij maakte zijn eerste doelpunt voor de Almeloërs op 16 oktober 2020 tegen Go Ahead Eagles. Heracles eindigde op de 15e plaats. Wegens een blessure aan de buitenband van zijn rechterknie moest Rente de eerste wedstrijden van het seizoen 2021/22 missen. Na zijn herstel speelde hij nagenoeg alle competitiewedstrijden en eindigde met Heracles op de 16e plaats. Met als gevolg deelname aan de nacompetitie waarin men moest spelen tegen Excelsior. Rente was niet fit genoeg om in één van beide wedstrijden te spelen. Er werd twee keer verloren en Heracles degradeerde naar de Eerste Divisie. Voor het begin van het seizoen 2022/23 tekende Rente een contract bij Coventry City. Wegens een veto van de Engelse voetbalbond ging de overgang op de slotdag van de transferwindow niet door. Hij herpakte zich en speelde zich in het elftal. Dit keer niet als centrale verdediger maar als rechtsback. In de met 3-0 gewonnen thuiswedstrijd tegen Jong PSV maakte Rente de derde goal waardoor Heracles zeker was van promotie. Uiteindelijk werd Heracles kampioen en keerde daarmee na een jaar weer terug in de Eredivisie.

### FC Groningen
Rente besloot, ondanks de promotie, een contract te tekenen bij FC Groningen dat net was gedegradeerd naar de Eerste Divisie. Op 11 augustus 2023 maakte hij als centrale verdediger zijn debuut voor de Groningse ploeg tegen Jong Ajax. In de met 4-1 gewonnen wedstrijd nam hij het openingsdoelpunt voor zijn rekening. Na deze wedstrijd bleef hij onderdeel van het basiselftal echter liet trainer Dick Lukkien hem spelen als rechter Vleugelverdediger. Tijdens de zevende competitieronde werd hij in de met 2-1 gewonnen uitwedstrijd tegen Helmond Sport door scheidsrechter Robin Hensgens met een rode kaart van het veld gestuurd nadat hij Håkon Lorentzen tegen de grond had gewerkt. Op 10 mei dwong Rente in de laatste speelronde promotie naar de Eredivisie af door in een rechtstreeks duel met nummer twee Roda JC met 2-0 te winnen.

## Statistieken
| Seizoen                    | Club                 | Competitie         | Competitie | Competitie | Beker | Beker | Totaal | Totaal |
| Seizoen                    | Club                 | Competitie         | Wed.       | Dlp.       | Wed.  | Dlp.  | Wed.   | Dlp.   |
| -------------------------- | -------------------- | ------------------ | ---------- | ---------- | ----- | ----- | ------ | ------ |
| 2015/16                    | Sportfreunde Siegen  | Oberliga Westfalen | 17         | 0          | 1     | 0     | 18     | 0      |
| 2016/17                    | Sportfreunde Siegen  | Regionalliga West  | 27         | 2          | 2     | 0     | 29     | 2      |
| 2017/18                    | TuS Erndtebrück      | Regionalliga West  | 33         | 4          | 5     | 1     | 38     | 5      |
| 2018/19                    | Borussia Dortmund II | Regionalliga West  | 24         | 3          | –     | –     | 24     | 3      |
| 2019/20                    | Borussia Dortmund II | Regionalliga West  | 22         | 0          | –     | –     | 22     | 0      |
| 2020/21                    | Heracles Almelo      | Eredivisie         | 25         | 0          | 2     | 0     | 27     | 2      |
| 2021/22                    | Heracles Almelo      | Eredivisie         | 27         | 1          | 1     | 0     | 28     | 1      |
| 2022/23                    | Heracles Almelo      | Eerste divisie     | 31         | 3          | 1     | 0     | 32     | 3      |
| 2023/24                    | FC Groningen         | Eerste divisie     | 35         | 2          | 3     | 0     | 38     | 2      |
| Carrièretotaal             | Carrièretotaal       | Carrièretotaal     | 241        | 15         | 15    | 1     | 256    | 16     |
| Bijgewerkt op 13 mei 2024. |                      |                    |            |            |       |       |        |        |